# Fahrland
Fahrland ist ein 5115 Einwohner zählender Ortsteil von Potsdam, im Nordwesten der Stadt. Es wurde im 12. Jahrhundert erstmals als Dorf erwähnt und am 26. Oktober 2003 im Rahmen der Brandenburgischen Gemeindegebietsreform nach Potsdam eingemeindet.

## Geographie

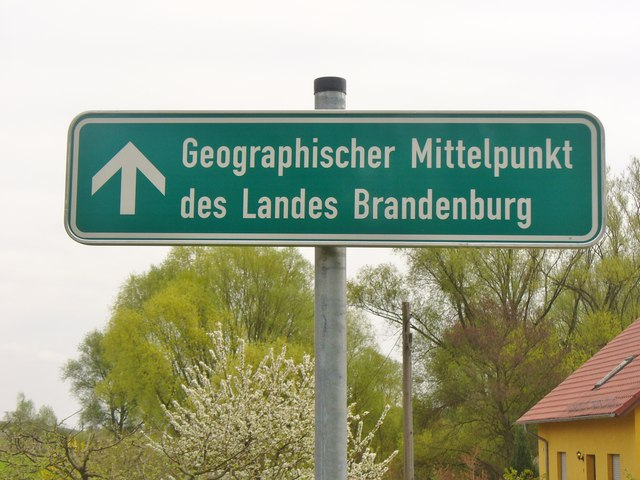
Hinweisschild auf den geographischen Mittelpunkt im Fahrlander See

Die Ortschaft liegt nördlich des Fahrlander Sees und grenzt nordöstlich an den Naturschutzpark Döberitzer Heide. Der nördliche Teil der Gemarkung befindet sich auf einer Höhe von rund 40 m ü. NHN und fällt auf bis zu 30 m ü. NHN im Süden ab. Rund 800 m südsüdöstlich des Dorfzentrums liegt der 39,4 m ü. NHN hohe Weinberg. Nordwestlich liegt der Potsdamer Ortsteil Satzkorn, südöstlich der Gemeindeteil Krampnitz, südsüdöstlich der Ortsteil Neu Fahrland sowie der Wohnplatz Neuhainholz sowie westlich der Ortsteil Marquardt.
Am Nordufer des Fahrlander Sees befindet sich der geographische Mittelpunkt des Landes Brandenburg (berechnet durch Halbierung der Entfernungen zwischen nördlichstem, südlichstem, westlichstem und östlichstem Punkt der Landesgrenze parallel zu den Längen- und Breitenkreisen). Er ist mit einer Edelstahlstele markiert.

## Geschichte

### 12. bis 16. Jahrhundert
Am 28. Mai 1197 wurde die Ortschaft erstmals unter dem Namen Vorlande urkundlich erwähnt. Von diesem Tage stammt eine Schenkungsurkunde des Markgrafen von Brandenburg Otto II. an einen Vogt. Die nächste urkundlich bekannte Erwähnung findet sich im Landbuch Karls IV. aus dem Jahr 1375. Fahrland wird darin als Castrum et civitates (Burg und Stadt) bezeichnet, die einem Ritter Henning aus Fahrland gehörte. Es umfasste neun Hufen „im Stadtfelde“ sowie eine Fläche, die als olde Hovehoff bezeichnet wurde und acht abgabenpflichtige Hufen umfasste. Hinzu kamen die Einnahmen aus der Mühle, das Kirchenpatronat und Abgaben von sieben Bauern mit 14 Hufen. Der Familie Brecht gehörten sieben Lehnhufen, der Schulze bewirtschaftete fünf Freihufen. Es gab außerdem einen Bauern mit acht Hufen, einen mit sechs Hufen, zwei mit je fünf Hufen, zwei mit je vier Hufen, einen mit drei Hufen und einen Bauern mit zwei Hufen Land. Im Kietz standen 15 Häuser, davon gehörten fünf wüsten Erben. Außerdem gab es eine Mühle „vor dem Städtchen“. Vor 1419 erwarben die von Stechow 14 freie Hufen, die sie zum Rittersitz ausbauten (1450). Im Jahr 1450 hatte sich Fahrland zum Oppidum entwickelt und umfasste eine Größe von 60 Hufen. Der Name wandelte sich zu Varland im Jahr 1459; 1465 wurde von einem „Schloß und Städtchen“ berichtet. Die von Stechow bauten ihren Besitz auf 18 freie Hufen im Jahr 1480 aus. Sie hielten auch die Gerichtsbarkeit sowie eine Fläche, die als „Heinholz“ bezeichnet wurde (im 21. Jahrhundert das Waldgebiet Heineholz bei Neu Fahrland). Es gab weiterhin zehn Fischer, Kossäten, einen Hirten und einen Müller. Im Jahr 1524 wurde von Schloß und Städtchen berichtet, ebenso 1571.

### 17. und 18. Jahrhundert

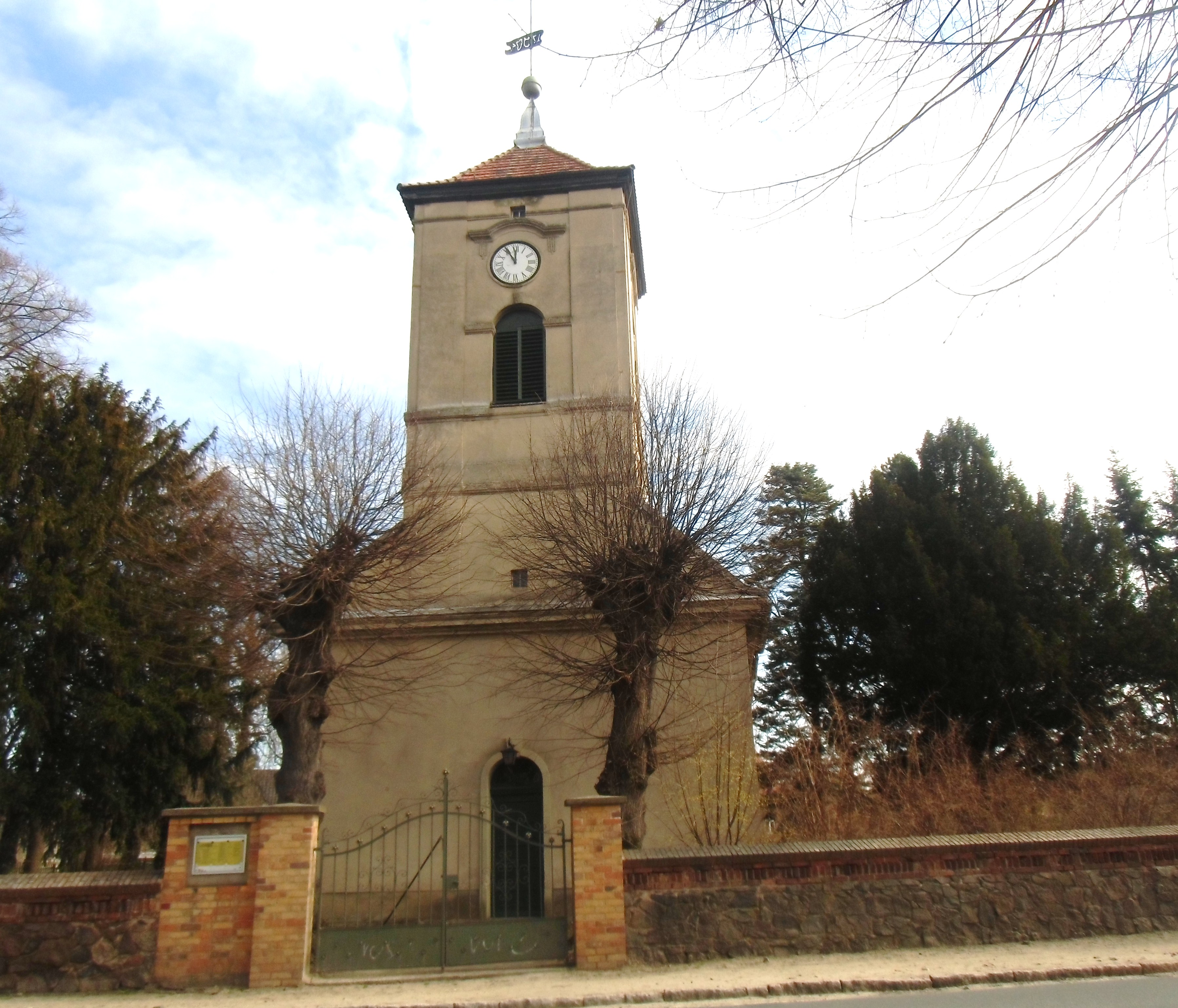
Dorfkirche Fahrland

Im Jahr 1608 gab es im Dorf drei Rittersitze der von Stechow. Im Jahr 1624 lebten im Dorf 14 Hufner, 17 Kossäten, zehn Fischer, ein Windmüller, zwei Pachtschäfer, ein Hirte, ein Schmied, vier Paar Hausleute sowie die Schäferknechte. Sie bewirtschafteten 42 Bauernhufen; hinzu kamen 18 Hufe des Rittersitzes. Ihr Besitz sank auf 17 Ritterhufen im Jahr 1663. Im Jahr 1699 übernahm das Amt Potsdam das Dorf.
Im Jahr 1700 wurde der Rittersitz mittlerweile als „kurfürstliches Lusthaus“ bezeichnet. Es gab einen Erb- und Braukrug, einen Schenkkrug, fünf Bauern mit zwölf Hufen, acht Kossäten mit acht wüsten(!) Bauernhufen, sechs Kietzer oder Fischer (vier mit vier wüsten Bauernhufen) sowie vier Handwerker, von denen einer der Kirche diente. Hinzu kamen vier Hausleute. Es gab eine Meierei mit 18 Ritter- und 15 Bauernhufen, ein Vorwerk, zwei Schäfereien (eine auf der Krampnitz) sowie drei Weinberge und eine Windmühle. Im Jahr 1708 lebten im Dorf 14 Dreihufner, 17 Kossäten, zehn Fischer, sechs Hausleute (darunter zwei Leineweber und ein Schneider), ein Schmied, ein Pachtmüller, ein Pachtschäfer und ein Kuhhirt mit Vieh. Die Bewohner brachten auf 42 Hufen insgesamt neun Scheffel Roggen-, acht Scheffel Gersten- und zwei Scheffel Hafersaat aus. Im Jahr 1709 entstand eine neue Dorfkirche unter Einbezug eines mittelalterlichen Vorgängerbaus. 1734 bildete sich unter Abtrennung aus dem Amt Potsdam das Amt Fahrland. Aus dem Jahr 1745 sind 14 Bauern, 16 Kossäten und zwei Erbwindmühlen überliefert. Im Jahr 1772 lebten in Fahrland und Krampnitz ein Prediger, 13 Bauern, 22 Kossäten und Büdner, ein Müller und eine Schmiede; in Summe 572 Personen.

### 19. Jahrhundert
Im Jahr 1800 bestand Fahrland aus dem Dorf und dem Amtssitzvorwerk. Es gab dort 14 Ganzbauern, 26 Ganzkossäten, vier Kötter und 26 Einlieger. Außerdem arbeitete im Dorf ein Tischler; es gab eine Schmiede, zwei Windmühlen und zwei Krüge sowie Weinberge. Die Fläche war nach wie vor 42 Bauern- und 18 Lehnhufen bei 69 Feuerstellen (=Haushalte) groß. Bis 1840 war Fahrland mit Dorf und Amtssitz auf 65 Wohnhäuser angewachsen. Zwanzig Jahre später gab es das Dorf mit dem Abbau Windmühle. Dort standen insgesamt fünf öffentliche, 79 Wohn- und 166 Wirtschaftsgebäude (darunter zwei Getreidemühlen und eine Ölmühle). Die Fläche betrug 2901 Morgen (Mg) und teilte sich auf 43 Mg Gehöfte mit Amt und Vorwerk, 96 Mg Gartenland, 1946 Mg Acker, 292 Mg Wiese, 439 Mg Weide und 85 Morgen Wald auf. Im Domänenpolizeiamt mit Domänenvorwerk gab es sieben Wohn- und zwölf Wirtschaftsgebäude. Es war 1390 Mg groß: 800 Mg Acker, 390 Mg Wiese und 200 Mg Weide. Zum Ende des Jahrhunderts gab es im Dorf acht Bauern, fünf Halbbauern, elf Kossäten, neun Fischerkossäten, acht Büdner, einen Plantagenbesitzer, drei Mühlenbesitzer bzw. -meister, zwei Schmiedemeister, drei Bäckermeister, drei Gastwirte, zwei Schlächter, einen Bauunternehmer, einen Sattler, einen Tischlermeister, einen Milchhändler, einen Kaufmann, einen Handelsmann, einen Brückenwärter, eine Hebamme, einen Pfarrer, einen Lehrer, zwei Altsitzer, einen Stellmacher, zwei Rentner und einen Arbeiter (1894).

### 20. Jahrhundert

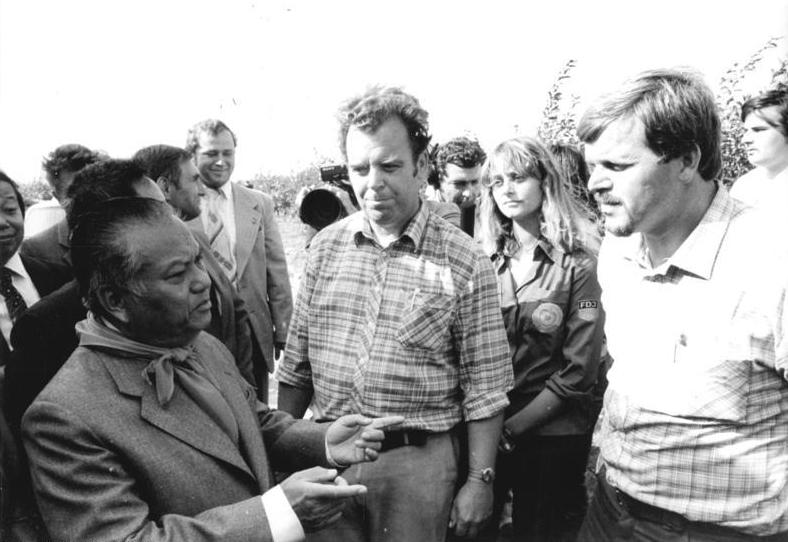
Besuch Kaysone Phomvihanes in der LPG Satzkorn-Fahrland

Im Dorf standen im Jahr 1900 insgesamt 124 Häuser auf 856 Hektar (ha), im Vorwerk waren es fünf Häuser auf 675 ha. Zum Dorf kam die Kolonie Neu Fahrland, seit 1911 das Gut Heinenhof. Vorwerk und Dorf wurden 1928 zur Landgemeinde Fahrland vereinigt, die 1931 die Wohnplätze Der Heinenhof, Gut Fahrland, Neu Fahrland und Rietdorf-Mühle besaß. In Summe standen im Dorf 178 Wohnhäuser auf 1713 ha. Am 1. April 1939 wurde der Ort in den Stadtkreis Potsdam umgegliedert.
Nach dem Zweiten Weltkrieg gründete sich im Jahr 1954 eine LPG Typ III mit 13 Mitgliedern, die bis 1960 auf 69 Mitglieder und 507 ha Fläche anwuchs. Außerdem gab es im genannten Jahr eine LPG Typ I mit 20 Mitgliedern und 86 ha Fläche. Eine GPG wurde an die GPG in Priort angeschlossen. Am 25. Juli 1952 wurde Fahrland im Rahmen der Gebietsreform der DDR aus Potsdam ausgegliedert und wurde somit wieder selbständig. Damit einher ging die Abtrennung von Neu Fahrland als selbstständige Landgemeinde. Fahrland besaß 1960 den Ortsteil Krampnitz.
Die Deutsche Wiedervereinigung im Jahr 1990 führte zu einer verwaltungsmäßigen Neugliederung und Fahrland, im Jahr 2003 mit 32 Millionen Euro verschuldet, kam am 26. Oktober 2003 wieder zu Potsdam. Als Teil der seit dieser Zeit stark wachsenden Agglomeration Berlin wird Fahrland seit Anfang des 21. Jahrhunderts um mehrere neue Wohngebiete, wie z. B. Eisbergstücke, erweitert. Die Einwohnerzahlen steigen entsprechend auch in Fahrland an.

## Bevölkerungsentwicklung
| Jahr      | 1800 | 1817 | 1840 | 1858                    | 1895 | 1925                        | 1964 |
| Einwohner | 567  | 500  | 605  | Dorf 748 und Vorwerk 20 | 1174 | 1060 und 6 (Rietdorf-Mühle) | 981  |

## Politik (Ortsbeirat 2019–2024)

### Ortsvorsteher
Stefan Matz, BI Fahrland

### Ortsbeirat
| - Birgit Eifler, Bündnis 90/Die Grünen - Karsten Etlich, SPD - Tina Lange, Die Linke - Sandra Riemer, SPD - Stefan Matz, BI Fahrland (Ortsvorsteher) | - Anke Oehme, BI Fahrland - Matthias Päper, BI Fahrland - Jörg Walter, BI Fahrland - Claus Wartenberg, SPD |

## Sehenswürdigkeiten

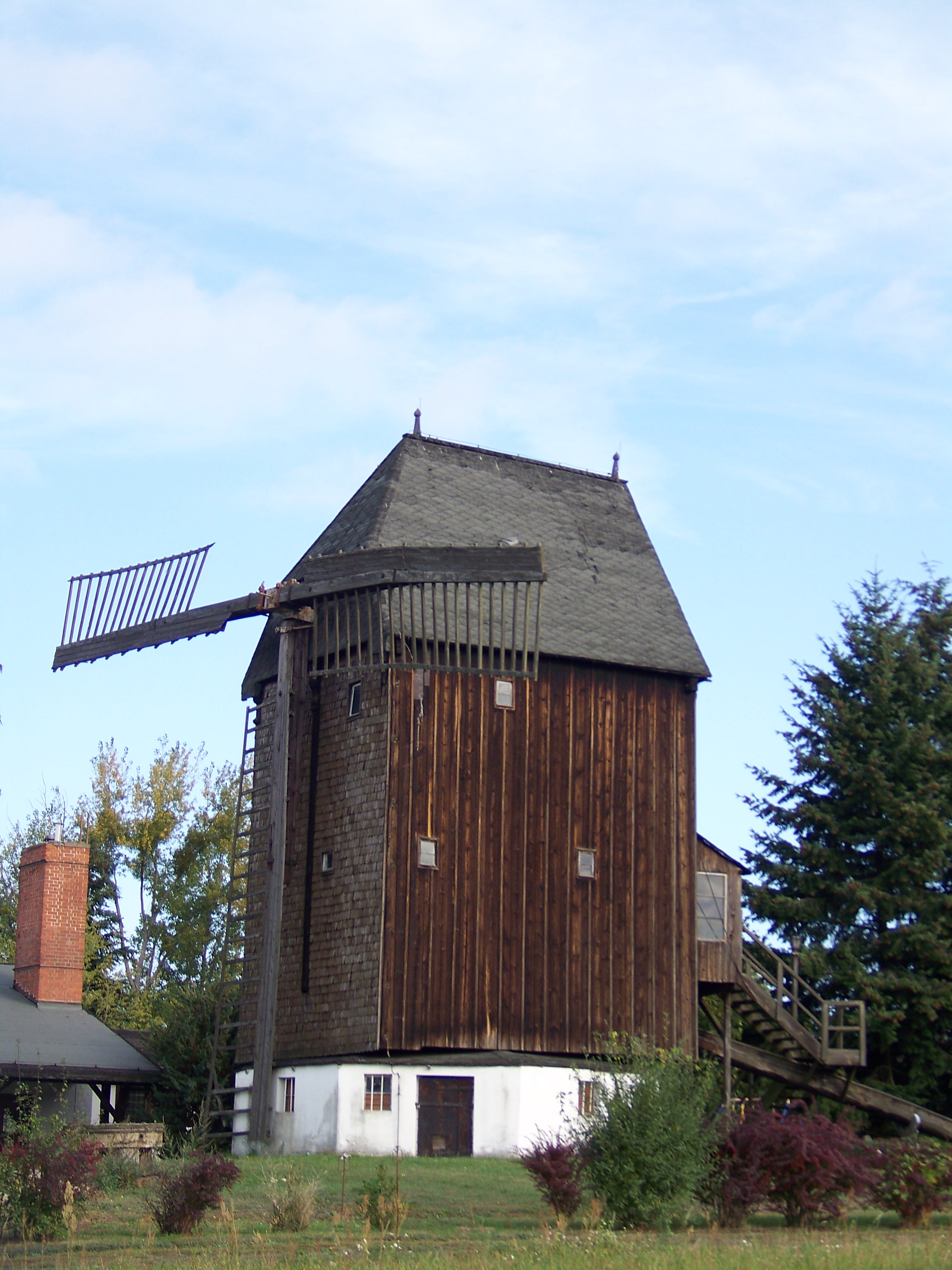
Die Fahrländer Mühle

- Sehenswert ist die 1758 erbaute und 1798 an die heutige Stelle umgesetzte Bockwindmühle. Von den ursprünglich drei Mühlen in Fahrland ist sie die letzte und darüber hinaus weitestgehend original erhaltene. Sie wurde bis in das Jahr 1967 als Kornmühle betrieben. Danach diente sie, zusammen mit einem benachbarten neuen Flachbau, als gern besuchte Gaststätte, in deren Holzgebäude deftig gegessen werden konnte. In den 2000er Jahren wurden ihre Mühlenflügel beschädigt und nicht mehr rekonstruiert, sondern aus Sicherheitsgründen entfernt. Der Komplex ist als Ausflugsgaststätte – nun privatisiert – erhalten geblieben.
- Die mittelalterliche Dorfkirche Fahrland, von der noch gotische Elemente erhalten sind, wurde 1709 grundlegend im barocken Stil umgebaut. Der Kirchturm wurde 1740 aufgestockt und 1772 mit einer barocken Gliederung versehen.

## Verkehr
Fahrland ist per Pkw über die A 10, Ausfahrt Potsdam-Nord, und entlang der Bundesstraße 273 erreichbar. Aus der Potsdamer Innenstadt ist weiterhin die Buslinie 609 eingerichtet, welche halbstündlich die Potsdamer Ortsteile Marquardt, Satzkorn und Kartzow bedient.
Fahrland liegt nahe dem westlichen Berliner Außenring; nächster Haltepunkt ist Marquardt.

## Kavallerie- und Panzertruppenschule Krampnitz
In Krampnitz, im Osten Fahrlands, befand sich seit Ende der 1930er Jahre die Heeres-Reitschule, später Schule für Schnelle Truppen bzw. Panzertruppenschule II Krampnitz. Das Gelände wurde nach Ende des Zweiten Weltkrieges von der Roten Armee als Kaserne genutzt. Seit dem Abzug der sowjetischen Truppen im Jahre 1994 steht das Gelände leer und wurde seit dem gelegentlich noch als Drehort für Filmproduktionen genutzt. In den 2020er Jahren soll dort ein neuer Stadtteil mit Wohnungen für 7000 Bewohner in denkmalgeschützten Alt- sowie in der Mehrzahl in Neubauten entstehen, womit sich die Bevölkerung Fahrlands verzweieinhalbfachen würde.

## Persönlichkeiten
- Franz Wolfgang von Stechow (1694 (oder 1684)–1758), kurpfälzischer Kammerherr, Hofrat und preußischer Landrat